# Nondenticentrus curvispineus
Nondenticentrus curvispineus är en insektsart som beskrevs av Chou och Yuan. Nondenticentrus curvispineus ingår i släktet Nondenticentrus och familjen hornstritar. Inga underarter finns listade i Catalogue of Life.